# Takahashi Sadahiro
Takahashi Sadahiro (sinh ngày 7 tháng 10 năm 1959) là một cầu thủ bóng đá người Nhật Bản.

## Giải vô địch bóng đá U-20 thế giới
Takahashi Sadahiro được triệu tập vào đội tuyển U-20 Nhật Bản tham dự Giải vô địch bóng đá U-20 thế giới 1979.